# Конверт (фильм, 2012)
«Конверт» (англ. Envelope) — российско-американский короткометражный художественный фильм режиссёра и автора сценария Алексея Нужного. Премьера фильма состоялась в Москве 29 мая 2012 года. Главную роль писателя Евгения Петрова исполнил американский актёр Кевин Спейси.

## Сюжет
1985 год, СССР. У живущего в Севастополе Евгения Петрова с шести лет странное хобби — он пишет письмо, запечатывает его в конверт и отправляет на вымышленный адрес. В адресе вымышлено всё, кроме страны. И так с самого детства — он отправлял письма, для того чтобы письмо вернулось со штемпелем «Адресат неверен». Он сохранил каждый такой конверт.
Осталась одна страна, Новая Зеландия, а значит — это будет последний конверт. Евгений запечатывает в конверт текст соболезнования по умершему дяде Питу, указав в нём при этом ещё несколько имён. Но так получилось, что вымышленный адрес оказался на самом деле реальным. Да и текст совпал с недавними событиями, произошедшими в жизни адресата, причём совпали все имена, указанные в письме. Вслед за письмом из Новой Зеландии к Евгению приходят старший лейтенант и два солдата КГБ СССР. Евгений вместе с офицером летит в Москву на допрос.

## В ролях
| Актёр         | Роль           |
| ------------- | -------------- |
| Кевин Спейси  | Евгений Петров |
| Аланна Юбак   | Татьяна        |
| Дэвид Мюнер   | лейтенант      |
| Энтони Скорди | Павел          |

## Создание и премьера
В 2011 году американский актёр Кевин Спейси заявил о начале конкурса Jameson First Shot, целью которого было открытие новых талантов в области кинематографа. В конкурсе поучаствовали около 700 сценаристов со всего мира, однако победителями стали всего трое: из России, ЮАР и США. Россию представлял Алексей Нужный, до этого написавший сценарии к комедиям «Мамы» и «Беременный».
Съёмки ленты, несмотря на место действия, проходили в Лос-Анджелесе и заняли всего два дня. О первом дне съёмочного процесса Кевин Спейси вспоминал так:

Я увидел Алексея, он пытался управлять работой оператора, размахивал руками, и неожиданно на меня нахлынуло ощущение абсолютного счастья. Я вдруг понял, как же это классно — вот передо мной стоит молодой человек, он приехал из России, он снимает кино, он так поглощён этим процессом!— Кевин Спейси, 
Нужный почти не говорит на английском языке. По словам Спейси, «это не мешало общаться, потому что в процессе создания фильма главное — донести эмоцию». После окончания съёмок Спейси назвал Нужного гением и посоветовал российским продюсерам обратить на него внимание.
Премьера фильма состоялась в Москве, 29 мая 2012 года, на специальном вечере, организованном брендом Jameson. Спейси посетил столицу, а тем же вечером принял участие в телепрограмме «Вечерний Ургант».

## История появления сюжета фильма
В 2018 году корреспондент газеты «Комсомольская правда» Валерий Чумаков заявил, что сюжет о Евгении Петрове и конверте из Новой Зеландии был выдуман им, когда он работал в «Огоньке» над первоапрельским номером за 1999 год. Никаких реальных свидетельств о подобных хобби Евгения Петрова не существует. Сам Алексей Нужный рассказывал, что написал свой сценарий на основе истории, которую его жена прочитала в интернете.